# Israel en los Juegos Paralímpicos de Seúl 1988
Israel estuvo representado en los Juegos Paralímpicos de Seúl 1988 por un total de 62 deportistas, 47 hombres y 15 mujeres.

## Medallistas
El equipo paralímpico israelí obtuvo las siguientes medallas:
| Nombre | Deporte                    | Evento                                        |
| --- | -------------------------- | --------------------------------------------- |
| Oro |                            |                                               |
| Zipora Rubin-Rosenbaum                                                                                           | Atletismo                  | Jabalina 5 femenino                           |
| Nachman Wolf | Atletismo                  | Disco 6 masculino                             |
| Abraham Strauch                                                                                                  | Halterofilia               | –95 kg masculino                              |
| Miri Sisso | Natación                   | 100 m braza C4 femenino                       |
| Semadar Zor | Natación                   | 100 m mariposa A2 femenino                    |
| Izhar Cohen | Natación                   | 50 m braza B1 masculino                       |
| Izhar Cohen | Natación                   | 50 m libre B1 masculino                       |
| Izhar Cohen | Natación                   | 100 m libre B1 masculino                      |
| Shlomo Pinto | Natación                   | 50 m mariposa 4 masculino                     |
| Shlomo Pinto | Natación                   | 100 m libre 4 masculino                       |
| Shlomo Pinto | Natación                   | 200 m estilos 4 masculino                     |
| Hanoch Budin | Natación                   | 100 m espalda A8 masculino                    |
| Hanoch Budin | Natación                   | 200 m estilos A8 masculino                    |
| Uri Bergman | Natación                   | 100 m libre 6 masculino                       |
| Ron Bolotin | Natación                   | 100 m mariposa A4 masculino                   |
| Plata |                            |                                               |
| Nachman Wolf | Atletismo                  | Jabalina 6 masculino                          |
| Nachman Wolf | Atletismo                  | Peso 6 masculino                              |
| Nachman Wolf | Atletismo                  | Pentatlón 6 masculino                         |
| David Jakubovich                                                                                                 | Atletismo                  | Maratón B1 masculino                          |
| Amos Ginosar | Halterofilia               | –57 kg masculino                              |
| Ron Bolotin | Natación                   | 100 m libre A4 masculino                      |
| Ron Bolotin | Natación                   | 200 m estilos A4 masculino                    |
| Shlomo Pinto | Natación                   | 100 m braza 4 masculino                       |
| Shlomo Pinto | Natación                   | 400 m libre 4 masculino                       |
| Tal Golan | Natación                   | 50 m libre 2 masculino                        |
| Izhar Cohen | Natación                   | 100 m braza B1 masculino                      |
| Ruth Keidar | Tiro                       | Rifle de aire de rodillas 2-6 femenino        |
| Doron Asher | Tiro                       | Rifle de aire de pie LSH2 masculino           |
| Shlomo Borenshtein Roni Fradkin Eyal Gur Eliezer Kalina Zvi Karsh Gad Lanzer Igal Pazi Eliyahu Unger Hagai Zamir | Voleibol de pie            | Torneo masculino                              |
| Bronce |                            |                                               |
| Zipora Rubin-Rosenbaum                                                                                           | Atletismo                  | Peso 5 femenino                               |
| Zipora Rubin-Rosenbaum                                                                                           | Atletismo                  | Pentatlón 5-6 femenino                        |
| Chemda Levy Ayala Malchan-Katz Margalit Peretz Rachel Tassa-Said                                                 | Esgrima en silla de ruedas | Florete por equipos femenino                  |
| Shmuel Haimovitz                                                                                                 | Halterofilia               | –51 kg masculino                              |
| Miri Sisso | Natación                   | 100 m libre C4 femenino                       |
| Semadar Zor | Natación                   | 100 m braza A2 femenino                       |
| Boaz Avhar | Natación                   | 100 m libre C3 masculino                      |
| Boaz Avhar | Natación                   | 100 m espalda C3 masculino                    |
| Boaz Avhar | Natación                   | 200 m espalda C3 masculino                    |
| Ron Bolotin | Natación                   | 400 m libre A4 masculino                      |
| Hanoch Budin | Natación                   | 100 m braza A8 masculino                      |
| Hanoch Budin | Natación                   | 100 m libre A8 masculino                      |
| Hanoch Budin | Natación                   | 400 m libre A8 masculino                      |
| Joseph Wanger | Natación                   | 50 m braza 3 masculino                        |
| Equipo | Natación                   | 3 × 50 m estilos 2-4 masculino                |
| Equipo | Natación                   | 4 × 100 m estilos clase abierta T/P masculino |